# Дани Небојше Глоговца
Дани Небојше Глоговца је културна и уметничка манифестација која се традиционално одржава сваке године крајем месеца августа.
Манифестација је основана 2019. године у част преминулог глумца, а одржава се крајем августа на дан његовог рођења на летњој сцени Културног центра Требиње. Оснивачи су Глоговчева породица, пријатељи и колеге глумци, под покровитељством града Требиња.

## Досадашње манифестације

### 2019
Први Дани Небојше Глоговца отворени су на његов 50. рођендан, односно 30. и 31. августа 2019. године, када су пред публиком о лику и делу Глоговца говорили глумац Војин Ћетковић, редитељ Радивоје Андрић, а преко видео поруке глумац, редитељ, сценариста и музичар Никола Пејаковић. Први „Дани Небојше Глоговца“ у Требињу организовани су уз подршку Југословенског драмског позоришта, Kултурног центра Београд, Вулкан издаваштва, Удружења драмских уметника Србије, Града Требиња и Kултурног центра Требиње. Иницијатор и једна од организатора манифестације „Дани Небојше Глоговца” је Марија Ђајић, требињска глумица.
Током прве манифестације промовисана је монографија „Небојша Глоговац” коју је приредила Татјана Њежић, а она говори о његовом приватном животу, позоришним и филмским улогама, као и белешкама и сведочења његових пријатеља и колега. Монографија је објављена у издању Удружења Драмских уметника Србије, Вулкан издавашта и Библиотеке града Београда.
У оквиру првог дана манифестације приказан је и филм под називом „Година и један дан”, српског редитеља и сценаристе Раше Андрића. Другог дана манифестације приказана је пројекција представе Хадерсфилд. У холу простора где се одржавала манифестација приказана је изложба слика под називом „Небојша Глоговац”, коју је припредила Маја Медић. Прве део фотографија на изложби настао је за време снимања филмовима и ТВ серија, други део чиниле су фотографије са кадрова филмова, а треће са позоришних представа.
Рад и дело Небојше Глоговца трајне су вредности и од националног значаја, а људске вредности о којима је Небојша својим животом сведочио биле су веће и од саме уметности, а то су људскост, честитост, снага, храброст да се увек бране истина и сопствена уверења. — Мирко Ћурић, градоначелник Требиња.
Ако постоји неки град који би требало да има фестивал посвећен Небојши Глоговцу, то би нема сумње морало бити Требиње. Знам да би то њему било драго. Неће се заборавити његово име, његово дело – филмови и снимци представа су ту, пред публиком. Али због његове и деце Требиња – драго би ми било да се овде оснује неки фестивал. Пре свега због начина на који је размишљао – то је оно што треба да се на неки начин предочи младим људима — Војин Ћетковић, глумац.

### 2020
Други по реду Дани Небојше Глоговца одржани су 29. и 30. августа 2020. године, на летњој сцени Културног центра Требиње. Фестивал је отворио градоначелник Требиња Мирко Ћурић, а након тога о делу и животу Глоговца говорила је српска глумица Бранка Катић, Глоговчева пријатељица и колегиница, која му и посветила песму. Након тога, приказана је пројекција филма Убиство с предумишљајем, редитеља Горчина Стојановића, са главном улогом Глоговца.
Друге вечери фестивала, публика је имала прилику да погледа филм Мој јутарњи смех, редитеља Марка Ђорђевића у коме је Глоговац остварио једну од последњих улога, након чега се се публици представили они који су учествовали у стварању тог филма. Пратећи програм фестивала чинила је изложба фотографија „Небојша Глоговац” која је приказана на лед екрану током трајања фестивала.
Због пандемије вируса корона целокупан програм фестивала одржао се на отвореном простору, а бесплатне улазнице за манифестацију су подељене на билетарници Културног центра Требиње.
Ретки су људи са толико дара, толико суштинског разумевања људске душе и способности и жеље да то свима нама подаре. Са Небојшом смо сви били бољи, мудрији, духовитији и увек, баш увек радосни. Толико нам је свима дао и показао како се воли до краја, како се живи пуним плућима, како се не штеди ни трун енергије већ све иде у славу истине, љубави, лепоте и те наше уметности за коју је имао чаробан дар. Диван друг, моћан глумац, нежни даса, фаца, наш Глоги — Бранка Катић, глумица.

### 2021
Традиционално, трећи по реду „Дани Небојше Глоговца” требали су да се одрже на његов рођендан 30. августа 2021. у Требињу, али су отказани због пандемије ковида 19.